# Vajo

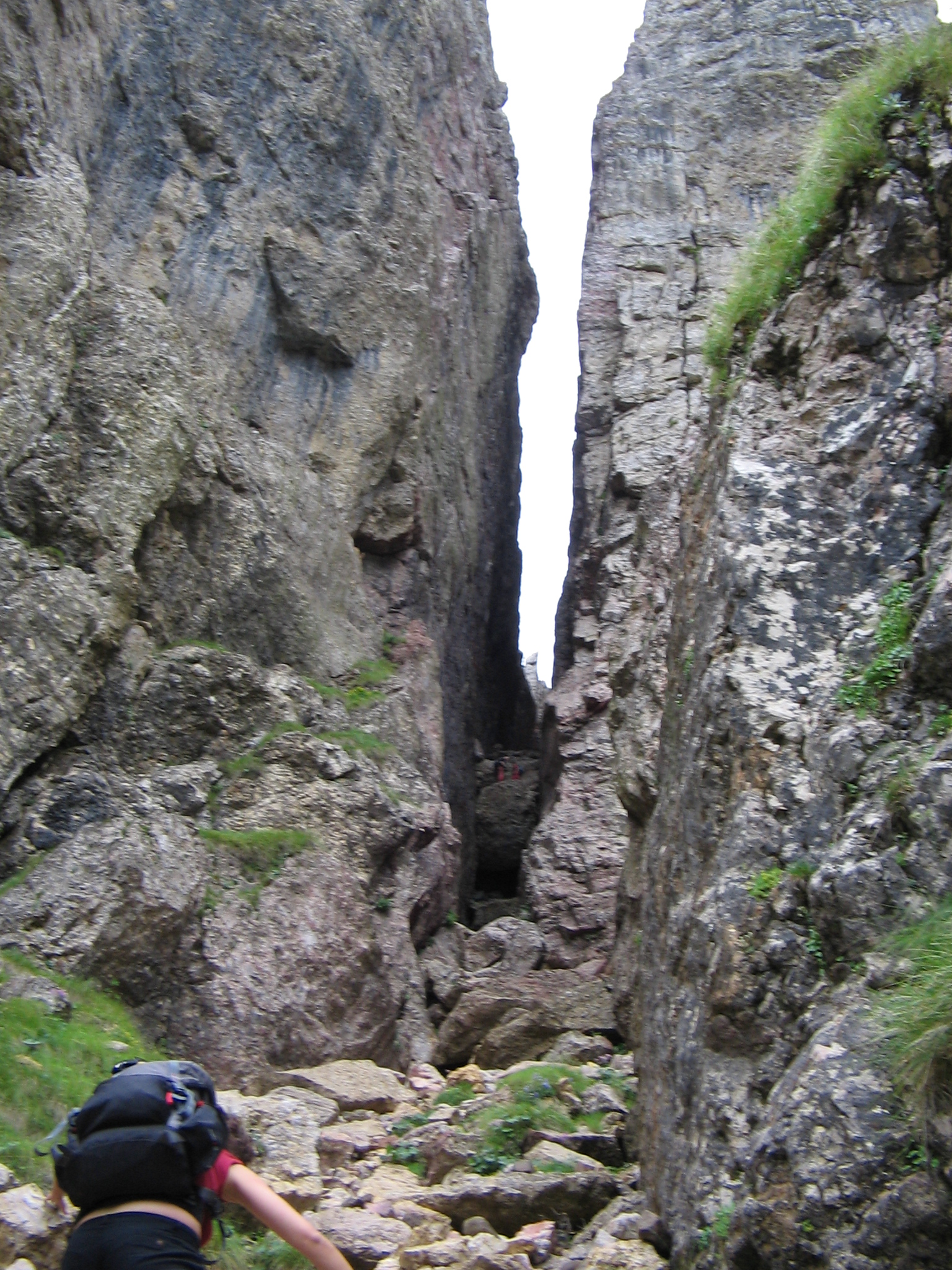
Vajo Streto, sul Sengio Alto

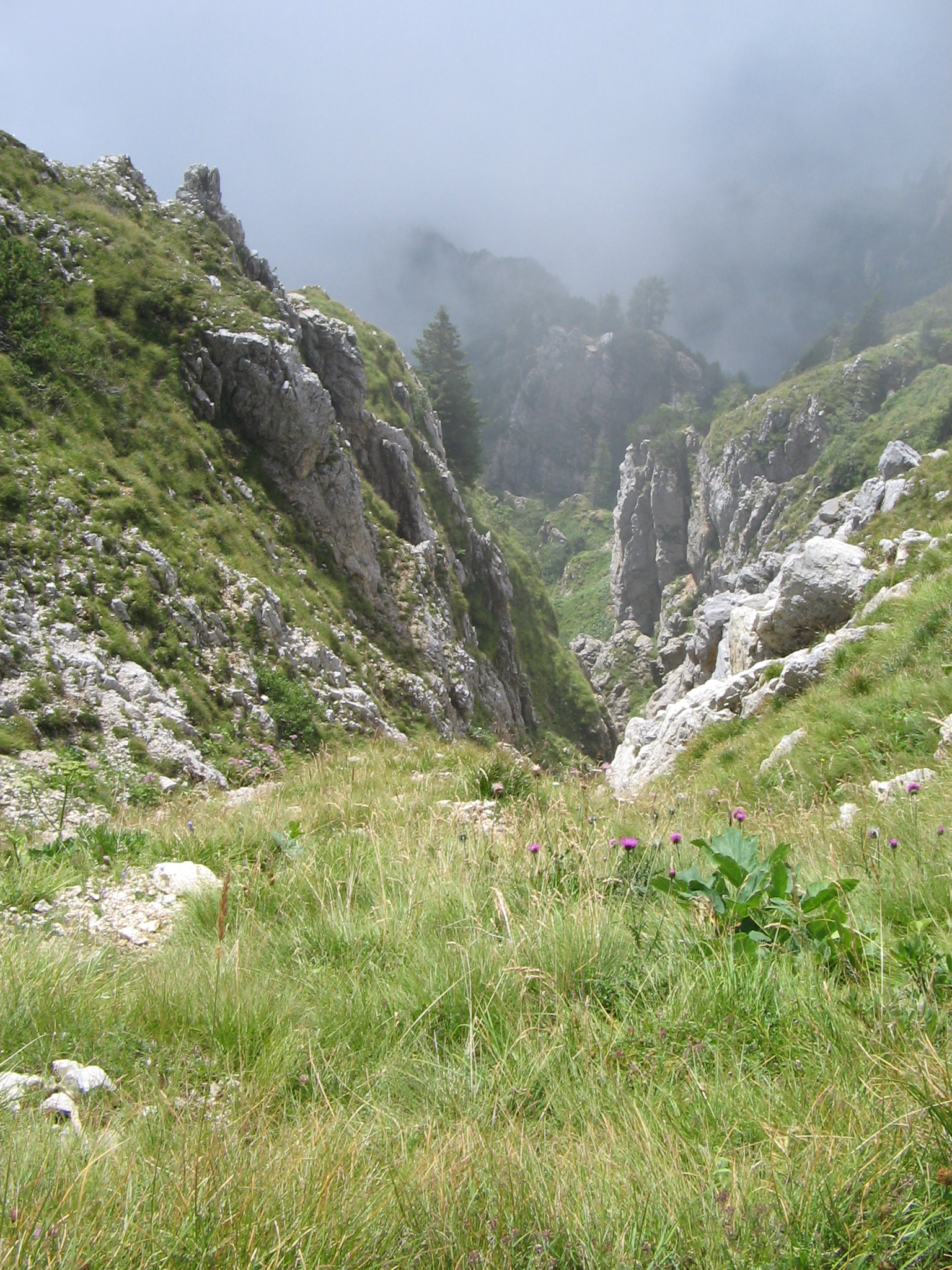
Parte terminale del Vajo del Ponte, dopo la 40ª galleria

Il vajo (dal latino vallis, "valle") si intende, nel dialetto locale (dialetto vicentino) un canalone ripido e incuneato tra i contrafforti delle pareti di una montagna.
La loro "ri-scoperta" in senso alpinistico-sportivo, soprattutto nella loro veste invernale, è piuttosto recente, e si deve soprattutto all'esplorazione sistematica dell'alpinista e scrittore Tarcisio Bellò nella zona delle Piccole Dolomiti. Si annoverano, tra gli altri, il Vajo Dei Cavai e il Vajo Scuro del Carega.